# Bidare Kaval, Arsikere
Bidare Kaval là một làng thuộc tehsil Arsikere, huyện Hassan, bang Karnataka, Ấn Độ.